# The Gambler (Kenny Rogers)
"The Gambler" is een nummer van de Amerikaanse zanger Kenny Rogers. Het nummer verscheen op zijn gelijknamige album uit 1978. Op 15 november van dat jaar werd het nummer uitgebracht als de eerste single van het album.

## Achtergrond
"The Gambler" is geschreven door Don Schlitz en geproduceerd door Larry Butler. In het nummer reist de hoofdpersoon met de trein, waar hij een gokker ontmoet. De gokker ziet dat de hoofdpersoon zich slecht voelt en biedt hem advies aan in ruil voor een glas whiskey. De gokker beschrijft vervolgens zijn kijk op het leven met metaforen uit het poker. Elke situatie kan volgens hem goed of slecht aflopen, waarbij het belangrijk is dat de hoofdpersoon weet wat hij wil houden en wat het niet waard is om voor te vechten. Hierna valt de gokker in slaap en overlijdt hij.
Schlitz schreef "The Gambler" in augustus 1976 en vertelde over de totstandkoming: "Dat nummer werd geschreven door iets dat groter was dan ik, daar ben ik van overtuigd. Ik had echt geen idee waar dat nummer vandaan kwam. Er spookte iets door mijn hoofd, en dat bleek mijn vader te zijn. Het was maar een lied, en op een of andere manier bleef het maar komen. Zes weken later kreeg ik het laatste couplet. Pas maanden later bedacht ik me dat het is geïnspireerd door mijn vader, en dat het misschien zelfs een cadeau van hem was." De vader van Schlitz was eerder dat jaar overleden.
Nadat Schlitz "The Gambler" had geschreven, probeerde hij het twee jaar lang aan iemand te verkopen. Uiteindelijk hapte Bobby Bare toe, die het op aandringen van Shel Silverstein opnam voor zijn album Bare uit 1978. Zijn versie sloeg niet aan en hij bracht het niet uit als single. Schlitz nam het nummer vervolgens zelf op, maar zijn versie kwam niet hoger dan plaats 65 in de Amerikaanse countrylijst. Datzelfde jaar werd het ook opgenomen door Johnny Cash.
"The Gambler" werd pas een succes nadat Kenny Rogers het opnam en uitbracht als single. Zijn versie, waarop The Jordanaires als achtergrondzangers te horen zijn, werd een nummer 1-hit in de Amerikaanse countrylijst. Ook kwam het tot de zestiende plaats in de Billboard Hot 100, terwijl countrymuziek destijds bijna nooit in de algemene hitlijst terecht kwam. In 1980 ontving Rogers een Grammy Award in de categorie Best Male Country Vocal Performance. In Nederland werd het geen hit, maar kwam het in 2022 wel de NPO Radio 2 Top 2000 binnen.

## NPO Radio 2 Top 2000
| Nummer met noteringen in de NPO Radio 2 Top 2000 | '22  | '23  | '24  |
| ------------------------------------------------ | ---- | ---- | ---- |
| The Gambler                                      | 1353 | 1285 | 1259 |

1. ↑  Een vetgedrukt getal geeft de hoogste notering aan.
2. ↑  2022 was het eerste jaar met een notering voor dit nummer.